# Erythrina sacleuxii
Erythrina sacleuxii là một loài rau đậu thuộc họ Fabaceae. Loài này có ở Kenya và Tanzania.

## Hình ảnh

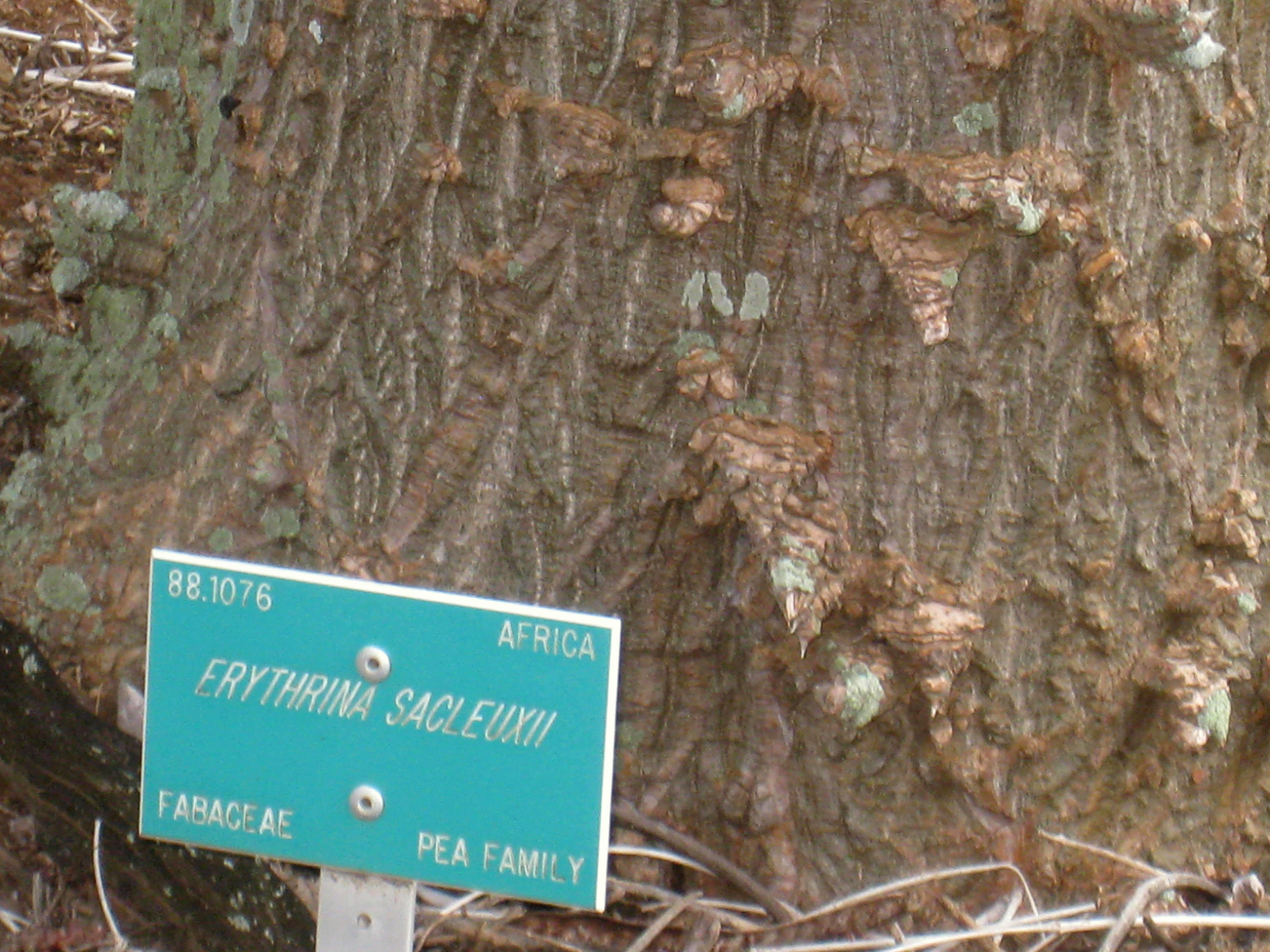